# 三叉街站
三叉街站（福州話：/sɑŋ˨˩ ʒa˥˥ ɛ˥˥/）位于中华人民共和国福建省福州市仓山区上三路、六一南路、则徐大道交叉口，是福州地铁1号线与建设中的滨海快线的地铁换乘站。车站1号线部分于2016年5月18日随1号线一期南段通车而启用，曾为1号线的北端终点站，于2017年1月6日北段开通后恢复为中间站。

## 站名来源
据《榕城考古略》记载，下藤路、埔头路、埔尾路三条路交叉于此，且往南前往白湖亭的路段店铺密集，后被当地居民习惯性称为“三叉街”。

## 车站结构
三叉街站分为两个站体：1号线站体沿六一南路—则徐大道呈西北至东南走向，滨海快线站体沿南台路呈南北走向，两线站体大致呈“八”字型，惟彼此之间互不相通。

### 1号线站区
1号线车站全长483.5米，宽23.2–35.5米，设有两层：地下一层为站厅层，地下二层为1号线站台层。
| 地下一层 | 1号线站厅                            |  | 票务服务、自动售票机     |
| 地下二层 | 1                                    |  | 1号线 往象峰（上藤）     |
| 地下二层 | 岛式站台，列车运行方向左侧的车门打开 |  |                          |
| 地下二层 | 2                                    |  | 1号线 往三江口（白湖亭） |

### 滨海快线站区
滨海快线车站设有两层，地下一层为站厅层，地下二层为滨海快线站台层。
| 地下一层 | 滨海快线站厅                         |  | 票务服务、自动售票机            |
| 地下二层 | 1                                    |  | 滨海快线 往福州火车站（南公园） |
| 地下二层 | 岛式站台，列车运行方向左侧的车门打开 |  |                                 |
| 地下二层 | 2                                    |  | 滨海快线 往文岭（帝封江）       |

### 站厅
三叉街站1号线站厅位于上三路与六一路交叉口下方。车站站厅采用白色直线型吊顶与白色搪瓷板装修，设置客服中心两处，设有智能导乘机、自动售货机等服务设施，C出入口通道设有洗手间。站厅已预留与规划线的换乘段，目前暂作为“市民角”使用。
三叉街站滨海快线站厅位于上三路与南台路交叉口下方。

#### 市民角
车站付费区设有市民角，墙面设有少儿绘画展示板以及心愿柱用于展示收录的儿童画及市民建议；市民角中央设有福州地铁吉祥物“榕榕”立板供市民合影，亦设有舞台作为地铁公司活动举办场所；市民角旁设有意见箱与心愿箱，用于收集市民对福州地铁运营与发展的意见或建议。

### 站台
三叉街站设有两个岛式站台，其中1号线站台位于则徐大道地下，采用白色直线型吊顶与白色搪瓷板装修，设有智能导乘机、自动售货机等服务设施；滨海快线站台位于南台路地下，南侧设出入线接轨东升停车场。

#### 停靠模式
- 2016年5月18日至2016年11月25日，三叉街站作为南段开通的北端临时终点站，列车停靠采用站前折返模式，即仅使用2号站台，1号站台不使用，作为备用停车轨道以便非运营列车临时停靠。
- 2016年11月25日至2016年11月25日，1号线南北段开始在运营时段贯通试运行，三叉街站恢复为中间站，往象峰方向列车使用2号站台，往福州火车南站方向列车使用1号站台，站台中央设置隔离护栏引导乘客至2号站台候车，避免乘客误入尚未开通的试运行区段。但该期间偶尔有恢复南段初期的站前折返模式停靠，与北段试运行隔离。
- 2016年12月25日至2017年1月3日，1号线全线进行为期十天的试乘，三叉街站作为中间站使用，但由于南段正常试运营，在白湖亭站前往三叉街站时司机会通过广播提醒未参加试乘活动的乘客于三叉街站下车。
- 2017年1月6日起，1号线全线开通试运营，三叉街站作为中间站使用。

### 出入口与周边
三叉街站共设6个出入口，目前已开放A、B、C、D1共4个出入口，无障碍电梯与卫生间均位于C出入口。
| 三叉街站出入口信息          | 三叉街站出入口信息 | 三叉街站出入口信息 | 三叉街站出入口信息     | 三叉街站出入口信息 |
| --------------------------- | ------------------ | ------------------ | ---------------------- | ------------------ |
|                             |                    |                    |                        |                    |
|                             |                    |                    |                        |                    |
| 编号                        | 设施               | 位置               | 接驳交通               | 照片               |
| 1号线站厅                   |                    |                    |                        |                    |
| 出口 · A                    |                    | 交叉路口东北侧     | 六一南三叉街口、种福寺 |                    |
| 出口 · B                    |                    | 交叉路口西北侧     | 龙津                   |                    |
| 出口 · C                    |                    | 交叉路口西南侧     | 三叉街                 |                    |
| 出口 · D · 1                |                    | 交叉路口东南侧     | 三叉街、种福寺         |                    |
| 注： 设有电梯 \| 设有卫生间 |                    |                    |                        |                    |

## 历史
- 2011年4月29日，省发改委批复了福州地铁1号线（一期）的初步设计，其中在在则徐达道、三高路路口设三叉街站。[5]
- 2011年12月17日，三叉街站开始一期围挡施工，封闭了六一南路。[3]
- 2012年5月5日，三叉街站开始二期围挡施工，占用了则徐大道由北至南机动车道及西侧部分人行道。[6]
- 2013年3月29日，三叉街站开始三期围挡施工。[7]
- 2014年9月14日，三叉街站开始四期围挡施工。[8]
- 2015年8月13日，三叉街站开始五期围挡施工。[9]
- 2016年5月18日，三叉街站随地铁1号线南段开通而启用。[1]
- 2016年9月，三叉街站C出入口投入使用。
- 2016年11月26日，三叉街站启动南北贯通试运行，取消原先站前折返至2站台操作而采用列车继续停靠1站台，经清客后继续直接往北段试运行的措施。
- 2017年1月6日，三叉街站A出入口投入使用。

## 争议
- 2016年5月18日三叉街站开通后，陆续有市民质疑“三叉街”的“叉”字读音应为“chā”而非地铁报站中的“chà”，随后三叉街街道办事处相关人员也证实了这一点，随后地铁公司在后续报站更新中将读音改正。[10]